# Filodoro
Filodoro è un'azienda produttrice di calze femminili e maschili.

## Storia
L'azienda nasce nel 1982 a Casalmoro (Mantova) giungendo ad una produzione di 100 milioni di articoli per anno, con una diversificazione in diverse collezioni ed arrivando a rappresentare il 13% del mercato nazionale.
Nel 1993 l'azienda viene acquisita dalla multinazionale statunitense Sara Lee. Dopo aver stretto accordi con Max Mara e Benetton, nel  2003 avviene il passaggio al gruppo Golden Lady Company.